# 審母
審母（ʂ與ɕ）是中古漢語三十六字母的一個聲母，屬正齒音，全清聲母。

## 三十六字母與切韻聲母
審母由兩部分組成，二等韻部份稱爲「審二」，對應了切韻音系的生母；三等韻部份分稱爲「審三」，對應了書母。